# Tabakfabrik Ottakring

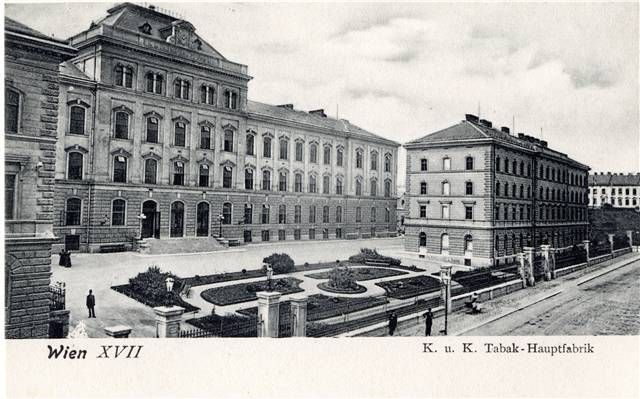
Das Hauptgebäude mit Vorplatz um 1905

Die Tabakfabrik Ottakring (auch ehem. Austria Tabakwerke) war ein zur Tabakherstellung Ende des 19. Jahrhunderts während der Gründerzeit errichteter Fabrikskomplex an der Thaliastraße 125 im 16. Wiener Gemeindebezirk Ottakring. Er wurde als zweite Fabrik der damaligen k.k. Österreichischen Tabakregie errichtet und befand sich an der Vorortelinie in unmittelbarer Nähe zum Bahnhof Ottakring. Er bestand aus dem eigentlichen Produktionsgebäude und mehreren Nebengebäuden, die damals u. a. als Administrations- und Wohngebäude der Fabriksvorstände sowie Magazine und Lager fungierten.
Nachdem die Produktion Ende der 1990er Jahre ausgelaufen war, wurde das Areal verkauft und darauf im Rahmen einer großräumigen Stadterneuerung Bezirkseinrichtungen, Büros und Wohnungen errichtet. In das ehemalige Hauptgebäude siedelte 1999 die damalige HTL Schellinggasse als HTL Ottakring um (heute HTL Wien West).

## Geschichte

### Errichtung und Standort

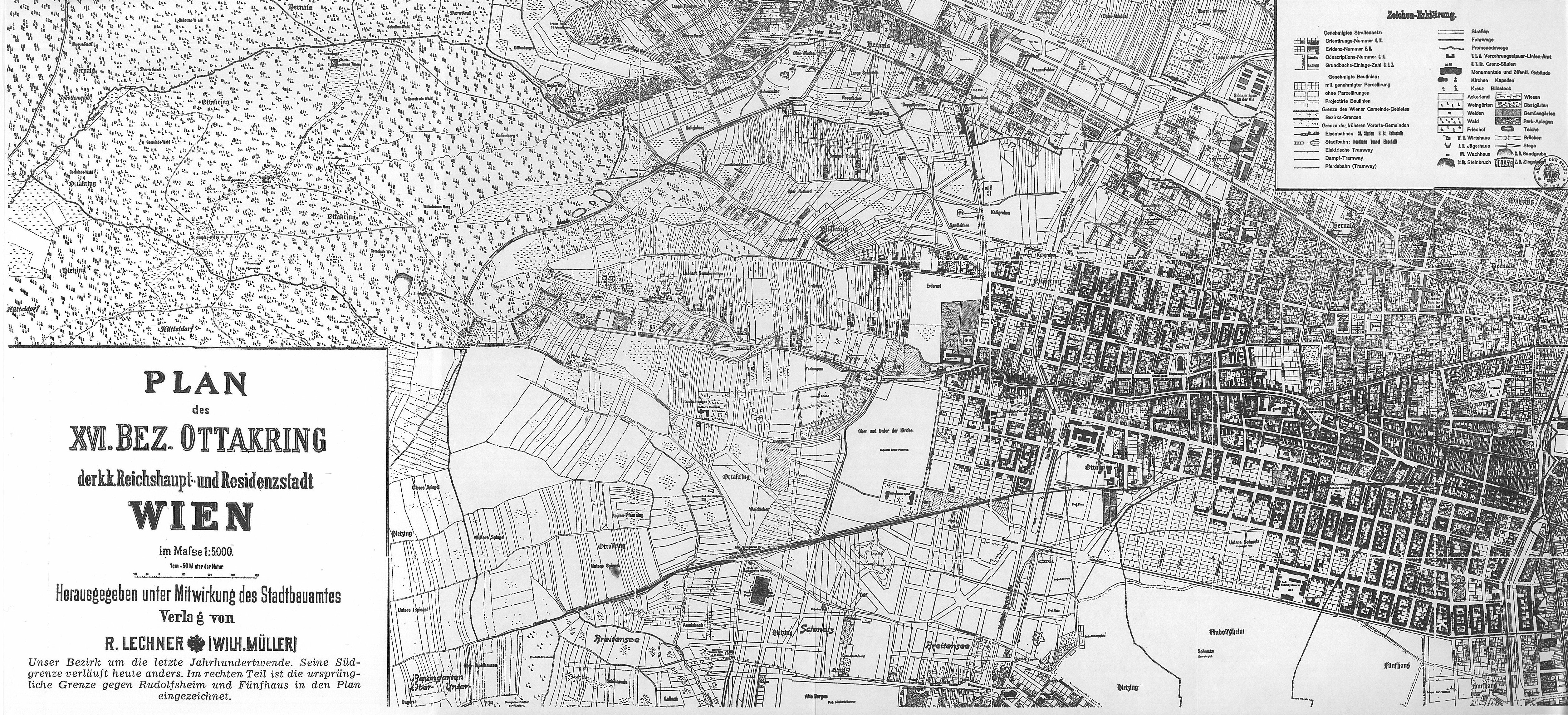
Ottakring im Jahr 1892 mit bereits eingezeichnetem Fabrikskomplex östlich des Bahnhofs Ottakring

Im 19. Jahrhundert befanden sich zwei Tabakhauptfabriken der Tabakregie in Wien: Eine befand sich seit 1857 am Rennweg in der damaligen Vorstadt Landstraße, die andere in der Roßau (im Gebäude der damals abgesiedelten Porzellanmanufaktur in der Porzellangasse 51). Als die Fabrik in der Roßau geschlossen wurde, wurde 1893 mit dem Bau eines Fabrikskomplexes in der damaligen Vorstadt Ottakring begonnen. Ottakring war damals, bedingt durch Industrie wie der Mannerfabrik oder der Ottakringer Brauerei, stark im Wachsen und bot als baldiger Arbeiterbezirk großes Potential. Nach fünfjähriger Bauzeit wurde 1898 der Bau vollendet und die Fabrik konnte in Betrieb genommen werden. Die Gesamtbaukosten betrugen ca. 1,8 Millionen Kronen; die Maschinen und Anlagen sowie die Gasbeleuchtung benötigten weitere 250 000 Kronen und die Inneneinrichtung 92 000 Kronen.

### Der Fabrikskomplex
Errichtet wurde die Fabrik durch den österreichischen Bauingenieur und Architekten Karl Stigler in einer schlichten, industriellen Ausprägung des Stils der Neorenaissance. Das eigentliche Produktionsgebäude befand sich im Zentrum des 2 ha großen Areals und bestand aus einem Haupttrakt mit drei Seitentrakten. Dieses war ein verputzter Ziegelbau mit gusseisernen Säulen und Tramtraversendecken. Es wurde durch Mittel- und Eckrisalite gegliedert und war dreigeschoßig mit flachem Satteldach. Lediglich der Mittelrisalit besaß vier Geschoße und ein dominierendes Walmdach, welches hinter einer Attikamauer ansetzte. Der Dachstuhl war als Holz gefertigt, die Decken bestanden vorwiegend aus Ziegelgewölben zwischen Traversen.
An der Thaliastraße befand sich links des Haupteinganges das Kanzlei- und Wohngebäude der Fabriksvorstände und rechts das Magazin für Fertigprodukte. Entlang der Hettenkofergasse und der Paltaufgasse (der beiden seitlichen Straßen) befand sich das Personal- und Depotgebäude und im rückwärtigen Bereich, entlang der Hasnerstraße, das viergeschoßige Rohstofflager. Entlang der Thaliastraße war das Gebiet zusätzlich durch eine gusseisernen Gitter begrenzt. An- und Abtransport wurde durch eine schmalspurige Schleppbahn realisiert, in den Nebenhöfen befanden sich Rollbahnen. Das Hauptgebäude beherbergte eine eigene elektrische Zentrale im mittleren Seitenflügel. Sie bestand aus einer Dampfkessel- und Maschinenanlage sowie einer Dynamomaschine samt Nebeneinrichtungen.
Ursprünglich war die Tabakfabrik Ottakring für die Herstellung feinerer Zigarrensorten vorgesehen, es wurden jedoch auch Rauchtabake und Zigaretten erzeugt. Zur Trocknung der Zigarreneinlagen wurde eine besondere Einrichtung geschaffen: Das auf Horden niedergelegte Einlagematerial wurde unter Zufuhr von vorgewärmter Außenluft in trockenen Kammern zum Trocknen gebracht. Das Kammernsystem bestand aus einzelnen Zellen, welche mit Dampfheizvorrichtungen versehen und an eine Luftzuführung und Luftsaugeleitung (in welche Exhaustoren eingebaut waren) angeschlossen. An den Schneidmaschinen waren Entstaubungsanlagen angebracht, die den beim Schneidevorgang entstehenden Tabakstaub absaugten, mit Wasser banden und in den Hauskanal abführten.

### 20. Jahrhundert

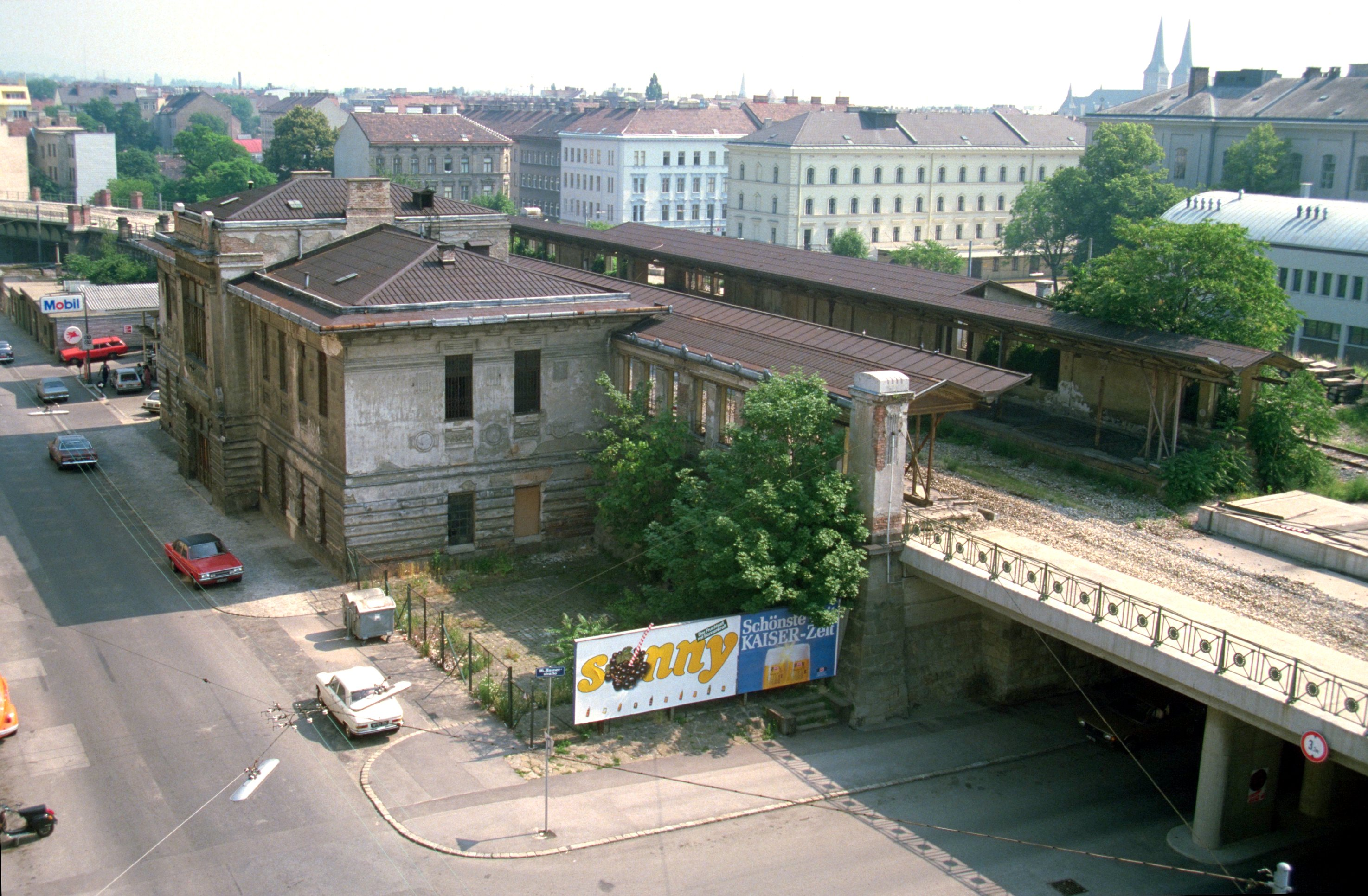
Im Hintergrund das nordwestliche Nebengebäude mit Hauptgebäude (rechter Bildausschnitt)

1913 wurden 36 Zigarrensorten bei 33 Millionen Stück und sechs Zigarettensorten bei 133 Millionen Stück erzeugt. Innerhalb weniger Jahre wurde die Zigarettenproduktion auf Kosten der Zigarrenproduktion gesteigert. Man zählte nun mehr 18 Zigarrensorten bei einer Produktion von 22 Millionen Stück und drei Zigarettensorten bei 160 Millionen Stück.
Nachdem der Erste Weltkrieg überwunden war, kam es 1928 zum Bau eines Bedienstetenwohnhauses und 1932 zu Anbauten zum Fabriksgebäude und zum Rohstoffmagazin. Mit dem Zweiten Weltkrieg litt die Produktion unter der einbrechenden Wirtschaft. Das Sortiment wurde eingeschränkt und 1943 wurden nur noch drei Zigarettensorten erzeugt. Nach dem Wiederaufbau wurden die Betrieb rationalisiert und die einzelnen Tabakfabriken wurden hinsichtlich ihrer technischen Anlagen auf die Erzeugung bestimmter Produkte bzw. Fabrikate spezialisiert.

### Revitalisierung und Umbau

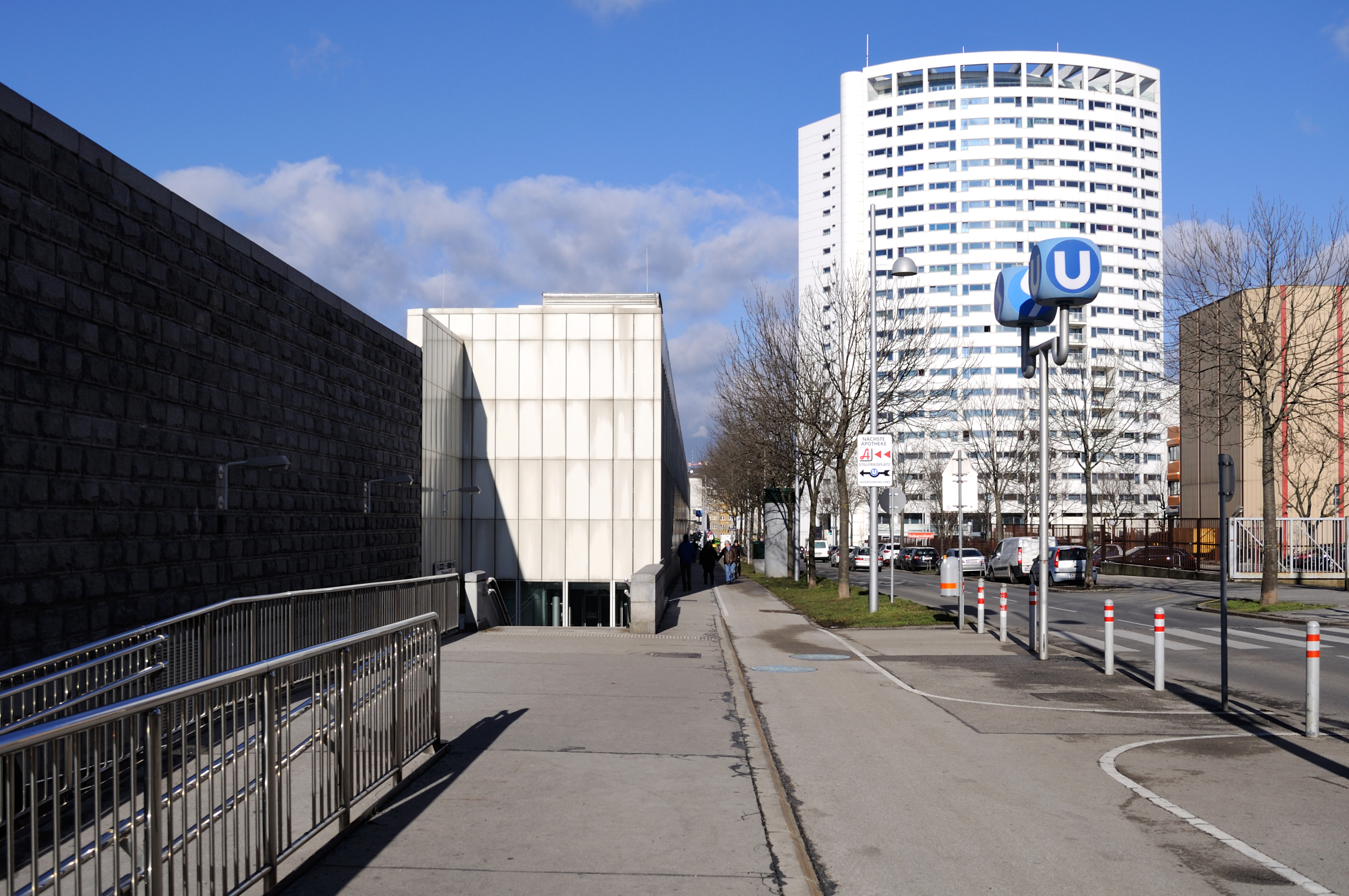
Bahnhof Ottakring (links) und Schwesternturm (rechts) nach der Revitalisierung

Ende der 1990er Jahre ging die Produktion immer weiter zurück, bis sie vollständig auslief. Nachdem die U-Bahn-Linie U3 bis Ottakring errichtet worden war, wurde auch mit der Revitalisierung des stationsnahen Gebietes begonnen. Unter Wirtschaftsminister Johann Farnleitner wurde das Gelände aufgekauft um u. a. Bezirkseinrichtungen, Wohnungen und Bildungseinrichtungen zu errichten. Das Projekt wurde von der Bundesimmobiliengesellschaft (BIG) und dem Architektenbüro „Nehrer & Medek und Partner“ abgewickelt. Die seitlichen Nebengebäude sowie das rückwärtige Rohstoffmagazin wurden geschleift, an der Ecke Hasnerstraße / Paltaufgasse wurde das Personalwohnheim der Wiener Krankenhäuser, der sogenannte „Schwesternturm“, errichtet. Durch Schleifen des Mitteltraktes und Errichten eines modernen Klassentraktes wurden die technischen Einrichtungen zerstört – von diesen ist heute nichts mehr erhalten. In das Hauptgebäude zog die unter chronischen Platzmangel leidende HTL Schellinggasse vom 1. Wiener Gemeindebezirk nach Ottakring, wodurch die Schule umbenannt und fortan als HTL Ottakring weitergeführt wurde.
Der damalige Fabrikskomplex und das heute zu großen Teilen erhaltene Hauptfabrikationsgebäude gehören zu den bemerkenswertesten Industriebauten der Jahrhundertwende. Letzteres steht heute unter Denkmalschutz (Listeneintrag).

## Arbeiter und Arbeitsbedingungen
Nach der Betriebsaufnahme waren mehr als 1 200 Arbeiter angestellt, wobei ein überwiegender Teil aus Frauen bestand. Die Arbeitsbedingungen waren für die damalige Zeit sehr fortschrittlich. Pro Arbeitskraft wurde ein ausreichender Luftraum von mindestens 10 m³ vorgesehen, wodurch sich in den Arbeitsräumlichkeiten eine Plafondhöhe von 4,6 m ergab. Die Arbeitssäle waren mit Ventilationsanlagen, einer Dampfzentralheizung, getrennten Nutz- und Trinkwasserleitungen sowie entsprechenden Sanitäreinrichtungen versehen.